# Mr. Blabbermouth!
Mr. Blabbermouth ist ein US-amerikanischer Dokumentarfilm von Basil Wrangell. Der 19-minütige Kurzfilm wurde von Metro-Goldwyn-Mayer mit Unterstützung des United States Office of War Information produziert. Er sollte die Heimatfront vor gefährlichen Gerüchten warnen.

## Handlung
Der Film handelt von „Mr. Blabbermouth“, zu dt. etwa „Herr Plappermaul“, dargestellt durch verschiedene Personen, die während des Zweiten Weltkriegs Gerüchte streuen und so die Moral gefährden. Zum Beispiel, dass die US-amerikanische Flotte nach Angriff auf Pearl Harbor am Boden sei oder dass die Japaner viel mehr Stahl produzieren könnten. Der Film stellt den Behauptungen die richtigen Zahlen gegenüber. Er zeigt außerdem, wie die US-Amerikaner an der Heimatfront Gummi produzieren.
Das nächste Gerücht besagt, dass die Japaner und die Nationalsozialisten schon von Kindesbeinen an auf Krieg getrimmt würden und die US-Amerikaner als friedliebendes Volk gar nicht mithalten könnten. Der Sprecher zeigt nun, wie sich das friedliebende Volk der Chinesen gegen die japanischen Invasoren auflehnt und von einem auf den anderen Tag ihre Rüstungsindustrie umstellt und sich auf Sun Tzu besinnen. Es folgen die russischen Truppen, die tapfer gegen Nazi-Deutschland kämpfen.
Es folgt diesmal eine Frau als „Plappermaul“, die eine Familie verdächtigt, etwas „anzustellen“. Das Federal Bureau of Investigation hätte im Gegensatz zu Frankreich und Norwegen drei Jahre Zeit gehabt, sich auf innere Konflikte vorzubereiten. Zudem seien die Landesverräter in den USA reine Amateure. In Deutschland dagegen würde die Fünfte Kolonne auf amerikanischer Seite kämpfen.
Das nächste Gerücht spricht von den Geheimwaffen der Nazis. Diese Gerüchte seien schlicht nicht wahr. Vielmehr weist der Sprecher auf die neuen Erfindungen hin, die man nun einsetzt: Fallschirme, U-Boote, Schlachtschiffe und die Sturzkampfflugzeuge.
Tatsächlich sei Propaganda die wahre Geheimwaffe der Nazis. Es wird ein Plappermaul gezeigt, das von Verrat in den eigenen Reihen spricht. Es folgen Bilder der Nazipropaganda während der Weimarer Republik und nach der Machtergreifung, wie die Bücherverbrennung 1933 in Deutschland. Der Sprecher weist auf das Münchner Abkommen hin, bei dem Hitler auch gezielt Gerüchte gestreut habe, die schließlich zur Zerschlagung der Tschechoslowakei führten. Dies könnte den USA aber nicht passieren, führt der Dokumentarfilm weiter aus und verweist auf die 9th State of the Union Adress von Franklin D. Roosevelt. Am Ende wird einem Plappermaul ein Rasierpinsel in den Mund gesteckt.

## Hintergrund
Mr. Blabbermouth erhielt 1943 eine Oscarnominierung als Bester Dokumentarfilm. In den Vereinigten Staaten gilt der Film als Public Domain und ist im WWII-Archiv der Website Internet Archive abrufbar.